# Liste der Naturdenkmale in Urbach (Remstal)
| Naturdenkmale | Anzahl |
| ------------- | ------ |
| FND           | 25     |
| END           | 4      |
| Gesamt        | 29     |

Die Liste der Naturdenkmale in Urbach nennt die verordneten Naturdenkmale (ND) der im baden-württembergischen Rems-Murr-Kreis liegenden Gemeinde Urbach. In Urbach gibt es insgesamt 29 als Naturdenkmal geschützte Objekte, davon 25 flächenhafte Naturdenkmale (FND) und 4 Einzelgebilde-Naturdenkmal (END).
Stand: 29. Oktober 2016.

## Flächenhafte Naturdenkmale (FND)
| Name                                          | Bild | Kennung     | Einzelheiten         | Position | Fläche Hektar | Datum         |
| --------------------------------------------- | ---- | ----------- | -------------------- | -------- | ------------- | ------------- |
| Alter Steinbruch mit Tümpel                   | BW   | 81190760017 | Urbach               | ⊙        | 0,4           | 23. Aug. 1979 |
| Alter Weg zum Plüderwiesenhof                 | BW   | 81190760003 | Urbach               | ⊙        | 0,8           | 31. Dez. 1986 |
| Artenreiche Laubwaldparzelle im Gutenauer Tal | BW   | 81190760028 | Urbach               | ⊙        | 0,9           | 17. Aug. 1981 |
| Artenreicher Eichen-Buchenwald                | BW   | 81190760005 | Urbach               | ⊙        | 2,7           | 31. Dez. 1986 |
| Bergsturz am Alten Berg                       | BW   | 81190760018 | Urbach               | ⊙        | 0,8           | 23. Aug. 1979 |
| Böschung mit Trockenrasen und Waldsaum        | BW   | 81190760004 | Urbach               | ⊙        | 0,7           | 31. Dez. 1986 |
| Eiche, Hainbuche und Gehölz                   | BW   | 81190760029 | Urbach               | ⊙        | 0,2           | 13. Nov. 1992 |
| Feuchtgebiet westlich des Bärenhofes          | BW   | 81190760007 | Urbach               | ⊙        | 0,3           | 31. Dez. 1986 |
| Feuchtwiese im Bärenbachtal                   | BW   | 81190760027 | Urbach               | ⊙        | 0,4           | 17. Aug. 1981 |
| Feuchtwiese und Bachlauf mit Schwertlilien    | BW   | 81190760008 | Urbach               | ⊙        | 0,2           | 31. Dez. 1986 |
| Feuchtwiesen und Gehölze                      | BW   | 81190760006 | Urbach               | ⊙        | 1,2           | 31. Dez. 1986 |
| Flurgehölz                                    | BW   | 81190760019 | Urbach               | ⊙        | 1,9           | 23. Aug. 1979 |
| Flurgehölze und Halbtrockenrasen              | BW   | 81190760002 | Urbach               | ⊙        | 0,9           | 31. Dez. 1986 |
| Gehölz an der Mündung des Hegnaubachs         | BW   | 81190760031 | Urbach               | ⊙        | 0,1           | 17. Aug. 1981 |
| Heide-Waldstück                               | BW   | 81190760026 | Urbach               | ⊙        | 0,2           | 23. Aug. 1979 |
| Katzenbrunnenklinge                           | BW   | 81190760001 | Urbach               | ⊙        | 2,0           | 31. Dez. 1986 |
| Kieselsandsteinfelsen                         | BW   | 81190760020 | Urbach               | ⊙        | 0,1           | 23. Aug. 1979 |
| Kuderklinge mit Eiche                         | BW   | 81190550013 | Plüderhausen, Urbach | ⊙        | 0,7           | 13. Nov. 1992 |
| Kugeliger Weidenbusch mit Feuchtwiese         | BW   | 81190760016 | Urbach               | ⊙        | 0,1           | 30. Juli 1974 |
| Linsenberg-Quelle                             | BW   | 81190760013 | Urbach               | ⊙        | 0,1           | 13. Nov. 1992 |
| Schellertobel                                 | BW   | 81190760034 | Urbach               | ⊙        | 3,0           | 13. Nov. 1992 |
| Schlehenhecke                                 | BW   | 81190760012 | Urbach               | ⊙        | 0,1           | 31. Dez. 1986 |
| Teiche beim Neuweilerhof                      | BW   | 81190760011 | Plüderhausen, Urbach | ⊙        | 0,4           | 31. Dez. 1986 |
| Waldrand und Heidefläche                      | BW   | 81190840004 | Urbach, Welzheim     | ⊙        | 0,5           | 31. Dez. 1986 |
| 2 Eichen mit Gehölz und Trockenrasen          | BW   | 81190760010 | Urbach               | ⊙        | 0,3           | 31. Dez. 1986 |
| Legende für Naturdenkmal                      |      |             |                      |          |               |               |

## Einzelgebilde (END)
| Name                        | Bild | Kennung     | Einzelheiten | Position | Fläche Hektar | Datum         |
| --------------------------- | ---- | ----------- | ------------ | -------- | ------------- | ------------- |
| Bluteiche                   | BW   | 81190760025 | Urbach       | ⊙        | 0,0           | 23. Aug. 1979 |
| Eiche auf dem Gänsberg      | BW   | 81190760009 | Urbach       | ⊙        | 0,0           | 31. Dez. 1986 |
| Einzelstehende Eiche        | BW   | 81190760033 | Urbach       | ⊙        | 0,0           | 13. Nov. 1992 |
| Zwei Eichen und zwei Weiden | BW   | 81190760032 | Urbach       | ⊙        | 0,0           | 13. Nov. 1992 |
| Legende für Naturdenkmal    |      |             |              |          |               |               |

## Ehemalige Naturdenkmale
| Name                                               | Bild | Kennung | Einzelheiten                                                     | Position | Fläche Hektar | Datum         |
| -------------------------------------------------- | ---- | ------- | ---------------------------------------------------------------- | -------- | ------------- | ------------- |
| Alter Baggersee                                    |      |         | Urbach aufgegangen im Naturschutzgebiet Morgensand und Seelachen | ???      | 0,0           | 30. Juli 1974 |
| Remslauf zwischen oberer Brücke und Markungsgrenze | BW   |         | Urbach aufgegangen im Naturschutzgebiet Morgensand und Seelachen | ⊙        | 0,0           | 23. Aug. 1979 |
| Orchideenvorkommen am alten Weg zum Eulenhof       | BW   |         | Urbach aufgegangen im Naturschutzgebiet Vordere Hohbachwiesen    | ⊙        | 0,0           | 23. Aug. 1979 |
| Vorkommen des Salep Knabenkrauts                   | BW   |         | Urbach aufgegangen im Naturschutzgebiet Vordere Hohbachwiesen    | ⊙        | 0,0           | 23. Aug. 1979 |
| Legende für Naturdenkmal                           |      |         |                                                                  |          |               |               |